# 埃施巴赫 (南魏恩施特拉瑟县)
埃施巴赫（德語：Eschbach，發音：[ˈɛʃbax]）是德国莱茵兰-普法尔茨州南魏恩施特拉瑟县的市镇，面积3.66平方千米，人口为人。